# Wrąbczynek
Wrąbczynek – wieś w Polsce położona w województwie wielkopolskim, w powiecie wrzesińskim, w gminie Pyzdry. Niedaleko wsi znajduje się Nadwarciański Park Krajobrazowy.
W latach 1975–1998 miejscowość administracyjnie należała do województwa konińskiego.